# Лишань
Лиша́нь (кит. упр. 立山, пиньинь Lìshān) — район городского подчинения городского округа Аньшань провинции Ляонин (КНР). Название района происходит от находящейся на его территории горы Лишань.

## История
Изначально это были земли уезда Ляоян (辽阳县). Первая попытка образовать район была предпринята после Второй мировой войны, но в 1948 году он был присоединён к району Тедун. В 1951 году район Лишань был создан вновь.

## Соседние административно-территориальные единицы
К юго-западу от Лишаня находится район Тедун, к северо-востоку — городской округ Ляоян, с остальных сторон он окружён районом Цяньшань.

## Административно-территориальное деление
Район Лишань делится на 8 уличных комитетов и 1 посёлок.